# Hogna colosii
Hogna colosii este o specie de păianjeni din genul Hogna, familia Lycosidae. A fost descrisă pentru prima dată de Caporiacco, 1947.
Este endemică în Guyana. Conform Catalogue of Life specia Hogna colosii nu are subspecii cunoscute.